# Pete Rock & CL Smooth
Pete Rock & CL Smooth – amerykański duet hip-hopowy z miasta Mount Vernon, w stanie Nowy Jork. Skład tworzą CL Smooth (wokal) i Pete Rock (producent). W ciągu swojej działalności wydali trzy albumy: All Souled Out (EP), Mecca and the Soul Brother i The Main Ingredient.

## Życiorys
Jako producent, Pete Rock preferował muzykę soul i jazz. Natomiast CL Smooth odpowiadający za wokal, preferował rap filozoficzny. W swoich tekstach unikał przekleństw. W 1991 roku podpisali pierwszy kontrakt muzyczny z wytwórnią muzyczną Elektra Records, w której w tym samym roku wydali minialbum pt. All Souled Out. Utworem promującym produkcję był singel pt. „The Creator”, który osiągnął popularność. Płyta dotarła do 53. miejsca notowania Top R&B/Hip-Hop Albums. Krytycy wysoko oceniali produkcję, między innymi Stanton Swihart z portalu AllMusic, który ocenił album na 4.5/5 gwiazdek.
W 1992 roku ukazał się pierwszy długogrający album duetu pt. Mecca and the Soul Brother. Płyta okazała się jeszcze większym sukcesem niż poprzednia produkcja. Dotarła do 43. miejsca notowania Billboard 200 i 7. listy Top R&B/Hip-Hop Albums. Singlami zostały utwory: „They Reminisce Over You (T.R.O.Y.)”, „Straighten It Out” i „Lots of Lovin”, które odniosły umiarkowany sukces. Tak jak poprzednią płytę, i tą krytycy wysoko oceniali. W 2008 roku portal internetowy About.com umieścił album na 37. miejscu „100 najlepszych płyt hip-hopowych”.
W 1993 roku wystąpili gościnnie w singlu „Down with the King” grupy Run-D.M.C., z płyty o tym samym tytule. Utwór okazał się sukcesem. Otrzymał certyfikat złotego singla 11 maja 1993 roku.
8 listopada 1994 roku ukazał się jak dotąd ostatni album duetu, The Main Ingredient. Single promujące wydawnictwo odniosły umiarkowany sukces. Natomiast sama płyta uzyskała nieco gorszy wynik od poprzedniej. Krytycy muzyczni wciąż oceniali produkcję wysoko. Pete Rock korzystał z sampli takich artystów jak: A Tribe Called Quest, Big Daddy Kane, James Brown, Public Enemy, Kool and the Gang i EPMD.
W 1995 r. krótko po występie w reklamie napoju Sprite, duet powrócił do pracy. Pete Rock zajął się solowymi albumami: Soul Survivor (1998), PeteStrumentals (2001), Soul Survivor II (2004), przy których pracował także przyjaciel CL Smooth. Dograł się on do kilku utworów. W międzyczasie duet rozpoczął trasę koncertową, której finał odbył się w Londynie. Miała być to przerwa przed przystąpieniem do nagrywania nowej płyty. W 2003 roku ukazała się kompilacja Good Life: The Best of Pete Rock & CL Smooth, na której znalazły się najlepsze utwory z lat 1991–1998.
W późniejszym czasie Smooth nagrał dwie solowe płyty American Me (2006) i The Outsider (2007).
Podczas trasy koncertowej w Londynie, duet pod koniec 2011 roku oświadczył, że trzeci długogrający album jest w produkcji.

## Dyskografia
- All Souled Out (1991, EP)
- Mecca and the Soul Brother (1992)
- The Main Ingredient (1994)
- Good Life: The Best of Pete Rock & CL Smooth (2003, kompilacja)